# Zeugophora turneri
Zeugophora turneri (лат.) — вид жуков из семейства большеноги.

## Описание
Жуки длиной 3,0-3,2 мм. Усики, голова, переднеспинка, щиток, надкрылья, переднегрудь сверху и ноги желтовато-коричневые. Вершина нижней челюсти, средне- и заднегрудь снизу и стерниты брюшка черные. Первый членик усиков вздутый. Первый и третий членики усиков немного длиннее остальных. Вершина 11 го-членика усиков острая. Передний край груди слегка уплощенный, задний край выгнут назад в центре, длина переднего края почти равна заднему краю. Щиток треугольный, его вершинный край с небольшой выемкой, мелко пунктированный и опушенный.

## Биология
Самки откладывают яйца по краю листа небольшими порциями по до пяти штук. Личинки образуют мины листьях тополей. На одном листе как правило развивается одна личинка. В течение года развивается одно поколение. Зимует на стадии личинки.

## Распространение
Встречается в Евразии от Западной Европы, до Китай и Монголии.